# Офіційні назви Радянського Союзу

Герб СРСР є зображенням серпа і молота на тлі земної кулі, у променях сонця і в обрамленні колосся, з написом мовами союзних республік: «Пролетарі всіх країн, єднайтеся!».

Офіційні назви Радянського Союзу, офіційно відомого як Союз Радянських Соціалістичних Республік мовами радянських республік та мовами народів СРСР.
| Мова                   | Абревіатура | Повна назва | Скорочена назва      |
| ---------------------- | ----------- | --- | -------------------- |
| Російська мова         | СССР        | Союз Советских Социалистических Республик (Sojuz Sovetskih Socialističeskikh Respublik)                            | Советский Союз       |
| Українська мова        | СРСР        | Союз Радянських Соціалістичних Республік (Sojuz Raďanśkych Socialistyčnych Respublik)                              | Радянський Союз      |
| Білоруська мова        | СССР        | Саюз Савецкіх Сацыялістычных Рэспублік (Sajuz Savieckich Sacyjalistyčnych Respublik)                               | Савецкі Саюз         |
| Узбецька мова          | ССРИ        | Совет Социалистик Республикалари Иттифоқи (Sovet Sotsialistik Respublikalari Ittifoqi)                             | Совет Иттифоқи       |
| Казахська мова         | ССРО        | Советтік Социалистік Республикалар Одағы (Sovettık Sosialistık Respublikalar Odağy)                                | Советтер Одағы       |
| Грузинська мова        | სსრკ        | საბჭოთა სოციალისტური რესპუბლიკების კავშირი (sabch’ota sotsialist’uri resp’ublik’ebis k’avshiri)                    | საბჭოთა კავშირი      |
| Азербайджанська мова   | ССРИ        | Совет Сосиалист Республикалары Иттифагы (Sovet Sosialist Respublikaları İttifaqı)                                  | Совет Иттифагы       |
| Литовська мова         | TSRS        | Tarybų Socialistinių Respublikų Sąjunga                                                                            | Tarybų Sąjunga       |
| Молдовська мова        | УРСС        | Униуня Републичилор Советиче Сочиалисте (Uniunea Republicilor Sovietice Socialiste)                                | Униуня Советикэ      |
| Латиська мова          | PSRS        | Padomju Sociālistisko Republiku Savienība                                                                          | Padomju Savienība    |
| Киргизька мова         | ССРС        | Советтик Социалисттик Республикалар Союзу (Sovettik Sotsialisttik Respublikalar Soyuzu)                            | Советтер Союз        |
| Таджицька мова         | ИҶШС        | Иттиҳоди Ҷумҳуриҳои Шӯравии Сосиалистӣ (Ittihodi Çumhurihoji Şūraviji Sosialistī)                                  | Иттиҳоди Шӯравӣ      |
| Вірменська мова        | ԽՍՀՄ        | Խորհրդային Սոցիալիստական Հանրապետությունների Միություն (Khor'hr'dayin Soc'ialistakan Hanrapetut'yunner'i Miutʿyun) | Խորհրդային Միություն |
| Туркменська мова       | ССРС        | Совет Социалистик Республикалары Союзы (Sowet Sosialistik Respublikalary Soýuzy)                                   | Совет Союзы          |
| Естонська мова         | NSVL        | Nõukogude Sotsialistlike Vabariikide Liit                                                                          | Nõukogude Liit       |
| Адигейська мова        | ССРС        | Советскэ Социалистическэ Республикхэм я Союз (Sovetskė Sotsialisticheskė Respublikkhėm ya Soyuz)                   | —                    |
| Аварська мова          | ССРС        | Советазул Социалистиял Республиказул Союз (Sovetazul Sotsialistiyal Respublikazul Soyuz)                           | —                    |
| Башкирська мова        | ССРС        | Совет Социалистик Республикалар Союзы (Sovet Sotsialistik Respublikalar Soyuzı)                                    | Советтар Союзы       |
| Чеченська мова         | ССРС        | Советски Социалистически Республикийн Союз (Sovetski Socialistiçeski Respublikiyn Soyuz)                           | Советски Союз        |
| Чуваська мова          | ССРС        | Социаллă Совет Республикисен Союзĕ (Sociallă Sovet Respublikisen Sojuzĕ)                                           | —                    |
| Кримськотатарська мова | ССРС        | Совет Социалистик Республикалар Союзи (Sovet Sotsialistik Respublikalar Soyuzi)                                    | —                    |
| Ерзянська мова         | ССРС        | Советской Социалистической Республикатнень Союз (Sovetskoy Sotsialisticheskoy Respublikatnenʹ Soyuz)               | —                    |
| Евенська мова          | ССРС        | Советсканя Социалистическаня Республиканя Союзатан (Sovetskoj Socialističeskanja Respublikanja Sojuzatan)          | —                    |
| Фінська мова           | SNTL        | Sosialististen Neuvostotasavaltojen Liitto                                                                         | Neuvostoliitto       |
| Німецька мова          | UdSSR       | Union der Sozialistischen Sowjetrepubliken                                                                         | Sowjetunion          |
| Інгуська мова          | ССРС        | Советски Социалистически Республикай Союз (Sovetski Socialističeski Respublikaj Sojuz)                             | —                    |
| Кабардинська мова      | ССРС        | Советскэ Социалистическэ Республикэхэм я Союз (Sovetskè Socialističeskè Respublikèxèm ja Sojuz)                    | —                    |
| Хакаська мова          | ССРС        | Советскай Социалистическай Республикалар Союзы (Sovetskay Sotsialistiçeskay Respublikalar Soyuzį)                  | —                    |
| Комі                   | ССРС        | Сӧветскӧй Социалистическӧй Республикаяслӧн Союз (Sövetsköy Socialističesköy Respublikayaslön Soyuz)                | —                    |
| Кумицька мова          | ССРС        | Совет Социалист Республикаланы Союзу (Sovet Sotsialist Respublikalanı Soyuzu)                                      | —                    |
| Марійська мова         | ССРУ        | Совет Социализм Республик-влак Ушем (Sovet Sotsializm Respublik-vlak Ušem)                                         | Совет Ушем           |
| Мокшанська мова        | ССРС        | Советскяй Социалистическяй Республикатнень Союзсна (Sovetskjaj Socialističeskjaj Respublikatnenʹ Sojuzsna)         | —                    |
| Осетинська мова        | ССРЦ        | Советон Социалистон Республикæты Цæдис (Soveton Socialiston Respublikæty Cædis)                                    | Советон Цæдис        |
| Польська мова          | ZSRR        | Związek Socjalistycznych Republik Radzieckich                                                                      | Związek Radziecki    |
| Татарська мова         | ССРС        | Совет Социалистик Республикалар Союзы (Sovet Sotsialistik Respublikalar Soyuzı)                                    | Советлар Союзы       |
| Тувинська мова         | ССРЭ        | Совет Социалистиг Республикаларның Эвилели (Sovet Sotsialistig Respublikalaryng Evileli)                           | —                    |
| Удмуртська мова        | ССРС        | Советской Социалистической Республикаослэн Союззы (Sovetskoj Socialističeskaj Respublikaoslė Sojuzy)               | —                    |
| Якутська мова          | ССРС        | Советскай Социалистическай Республикалар Союзтара (Sovetskay Sotsialisticheskay Respublikalar Soyuztara)           | Советскай Союз       |
| Їдиш                   | וססר        | פֿאַרבאַנד פֿונ סאָציאַליסטישע ראַטנרעפּובליקנ (Farband Fun Sotsialistishe Ratnrepublikn)                                  | ראַטנפֿאַרבאַנד          |